# Physonema
Physonema is een monotypisch geslacht van roesten uit de familie Phragmidiaceae. De typesoort is Physonema miniata, maar deze is later overgezet naar het geslacht Phragmidium als Phragmidium mucronatum. Het geslacht bevat alleen nog Physonema pallidum.